# 城堡岩湖
城堡岩湖（英文：Castle Rock Lake）是位于威斯康星州中部，亚当斯县和朱诺县的人造排水湖。‘Petenwell’湖，黄河（Yellow River），‘Big Roche a Cri’，和‘Klien Creek’流入此湖。 它的表面积为16,640英畝（67.3平方）   ，其一般深度在8-20英尺（2.4-6.1米）左右，最大深度则可达到35英尺（11米） 。 
城堡岩湖是威斯康星州的第四大湖泊，占地1.6万英亩，海岸线约有七十英里。 城堡岩湖是鱼类，鸟类和许多其他生物的栖息地。广阔的水域也吸引了许多人到该地区，它提供了多种可能的娱乐活动，例如观鸟、划船、钓鱼和休闲水上运动等。

## 人为开发
在朱诺县一侧（西侧），除了巴克霍恩州立公园和黄河州野生动物保护区以外，湖岸线通常更为发达。在过去的几年中，大量的度假村式开发项目涌现：这些小型，人造的私人湖泊和已建成的私人码头通向城堡岩湖。大部分湖岸线尚未开发，使湖泊周围人口稀少并且是划船和滑雪的理想之地。湖周围还有三个主要沙滩，城堡岩石公园，城堡岩石县公园海滩和巴克霍恩州立公园沙滩。 该湖还是当地垂钓者的热门地点，湖周围广阔的湖岸线上向公众提供了数个船港，使得此地可以举办钓鱼比赛等。 城堡岩湖对周围地区也是巨大的资源来源，因为位于南部海岸线的水力发电大坝为附近的居民区提供了能源。